# Vulcanismo en Islandia

Sistemas y zonas volcánicas activas en Islandia.

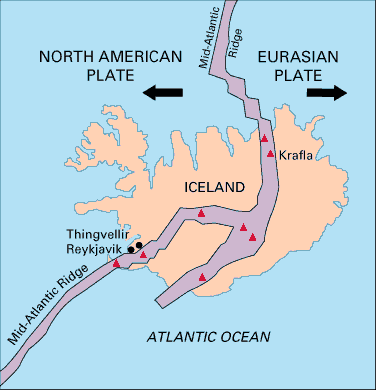

Islandia tiene una alta concentración de volcanes activos debido a la dorsal mesoatlántica y a un punto caliente debajo de la isla. La isla tiene alrededor de 130 montañas volcánicas, de las que 18 han entrado en erupción desde la colonización de Islandia en el año 900. El más activo y volátil es Hekla. 

## Erupciones

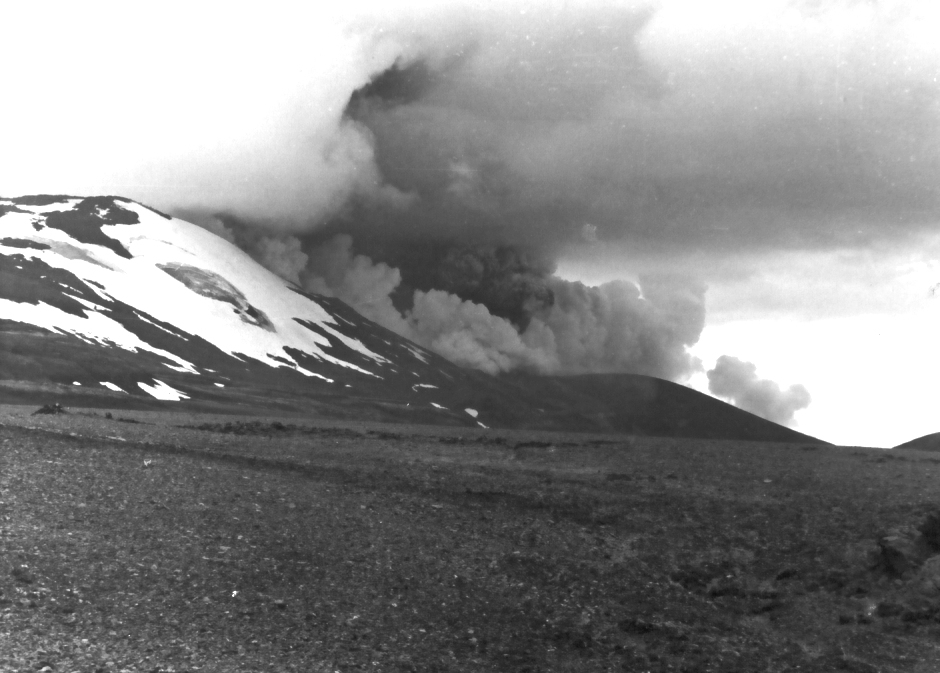
Erupción explosiva de Hekla, 1980

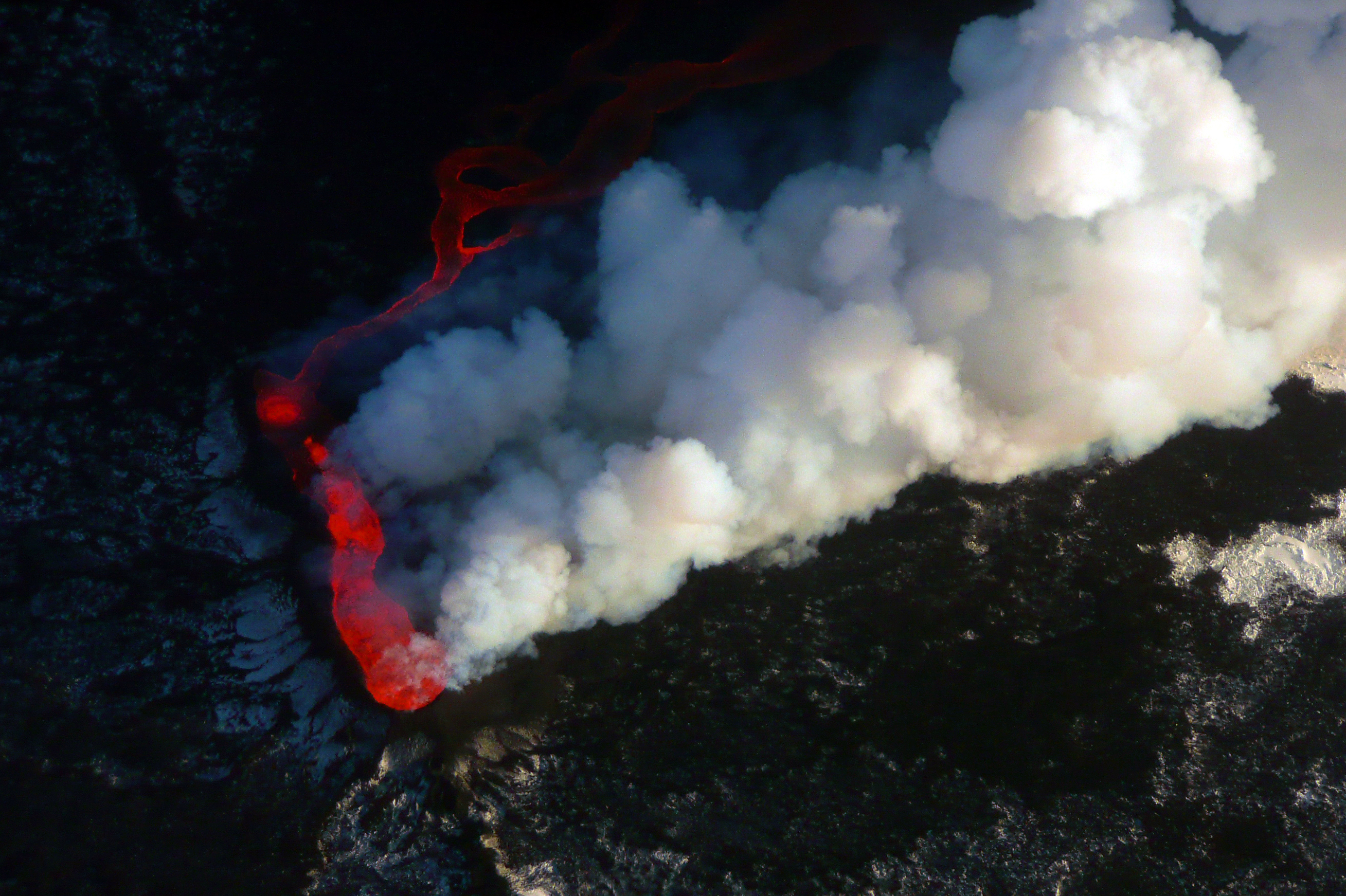
Holuhraun-Bárðarbunga, 2014

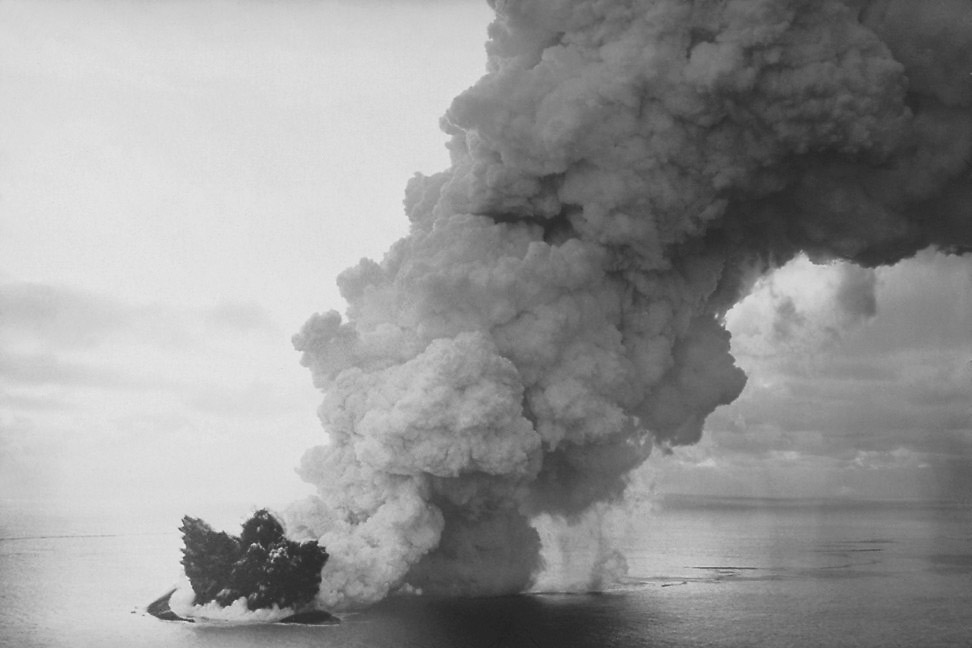
Surtsey, 1963

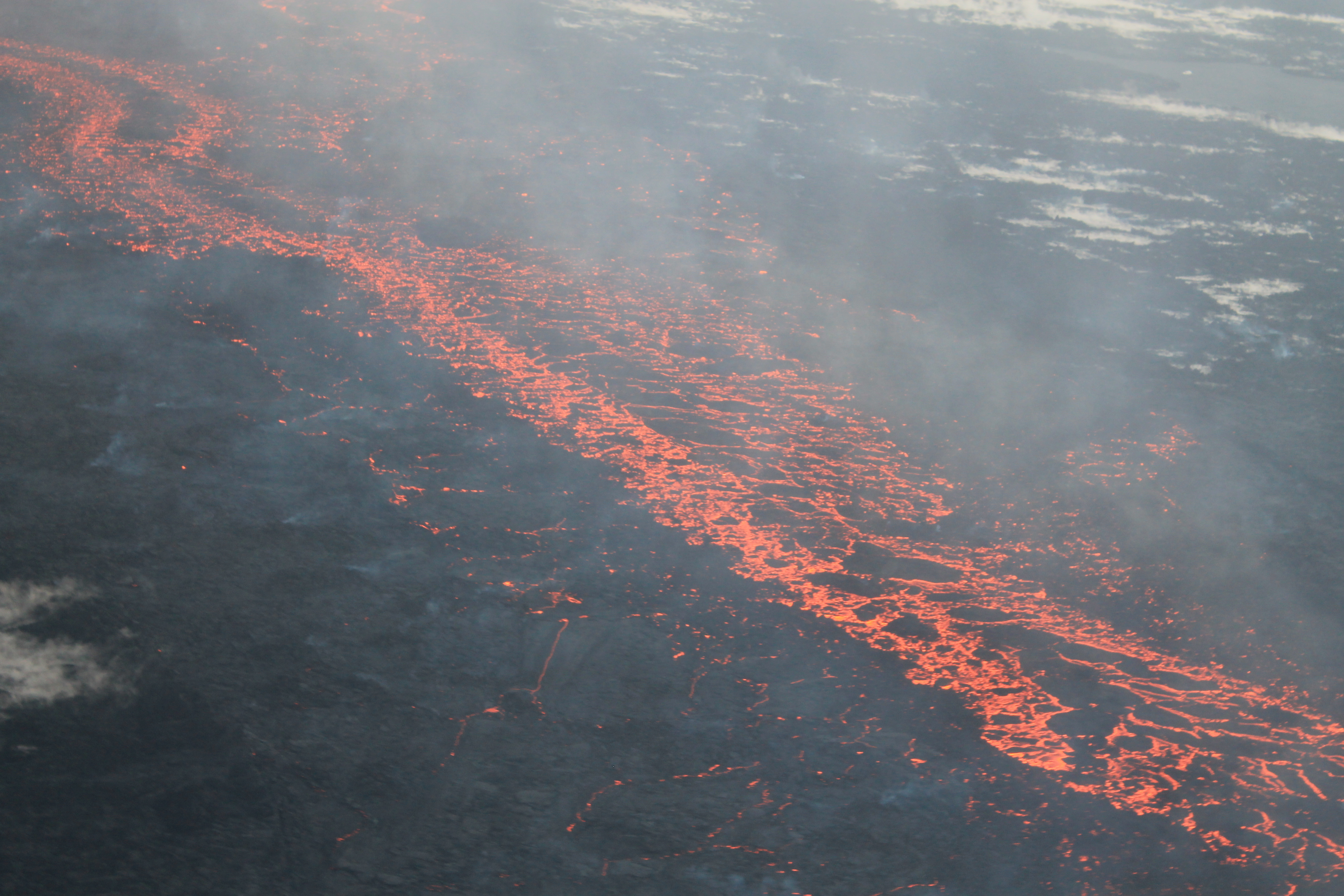
Coladas, Holuhraun 2014

Durante los últimos 500 años, los volcanes de Islandia han entrado en erupción un tercio de la producción global total de lava. Aunque la erupción de Laki en 1783 tiene la mayor erupción de lava en los últimos 500 años, la erupción del Eldgjá de 934 y otras erupciones del Holoceno fueron incluso mayores.
Los sismólogos explican esta alta concentración de actividad volcánica como algo que se debe a la posición de la isla en la dorsal mesoatlántica y un punto caliente volcánico por debajo de la isla.  

La isla queda a caballo del límite entre la placa euroasiática y la norteamericana, y la mayor parte de la actividad volcánica se concentra a lo largo del límite de placas, que cruza la isla del suroeste al noreste. 

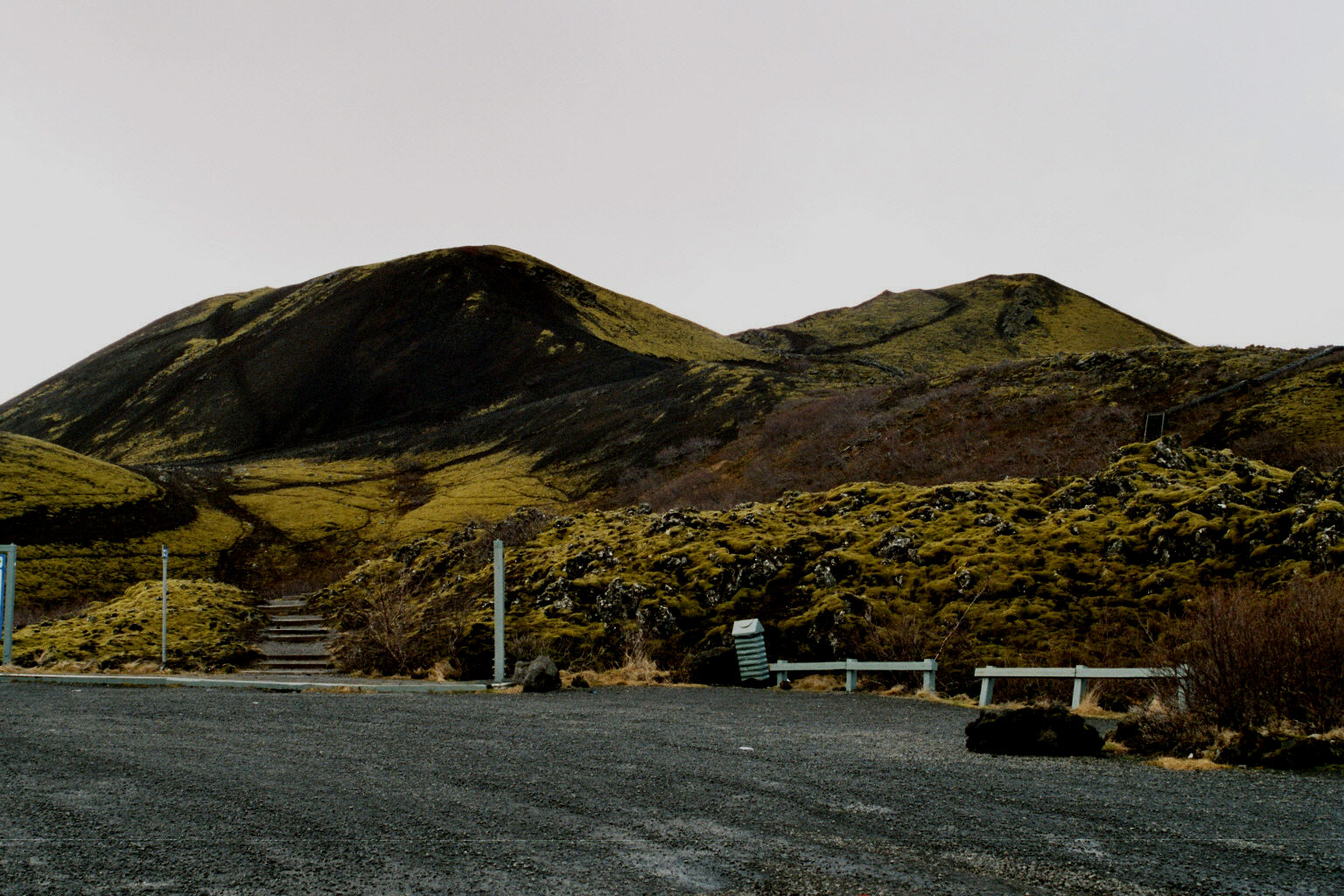
Los cráteres de Grábrók.

Alguna actividad volcánica sucede frente a la costa, especialmente al sur. Esto incluye volcanes submarinos completamente sumergidos e incluso islas volcánicas recientemente formadas, como Surtsey o Jólnir, en el sudoeste del país.

### Grímsvötn (2011)
Temblores armónicos se registraron dos veces cerca de Grímsvötn el 2 y 3 de octubre de 2010, indicando posiblemente una inminente erupción. Al mismo tiempo, una inflación repentina fue medida por GPS en el volcán, indicando movimiento de magma bajo la montaña. 

### Grindavík (diciembre de 2023)
El lunes 18 de diciembre de 2023, a las 22:17 hora local, comenzó una erupción volcánica al noreste de la ciudad de Grindavík en la península de Reykjanes. Se trata de la cuarta erupción desde 2021 en la zona, y la más grande hasta el momento con una apertura de fisura inicial de 4 km.
La cercana ciudad de Grindavík fue evacuada el viernes 10 de noviembre como medida de precaución después de varios días de actividad sísmica. 

## Véase también

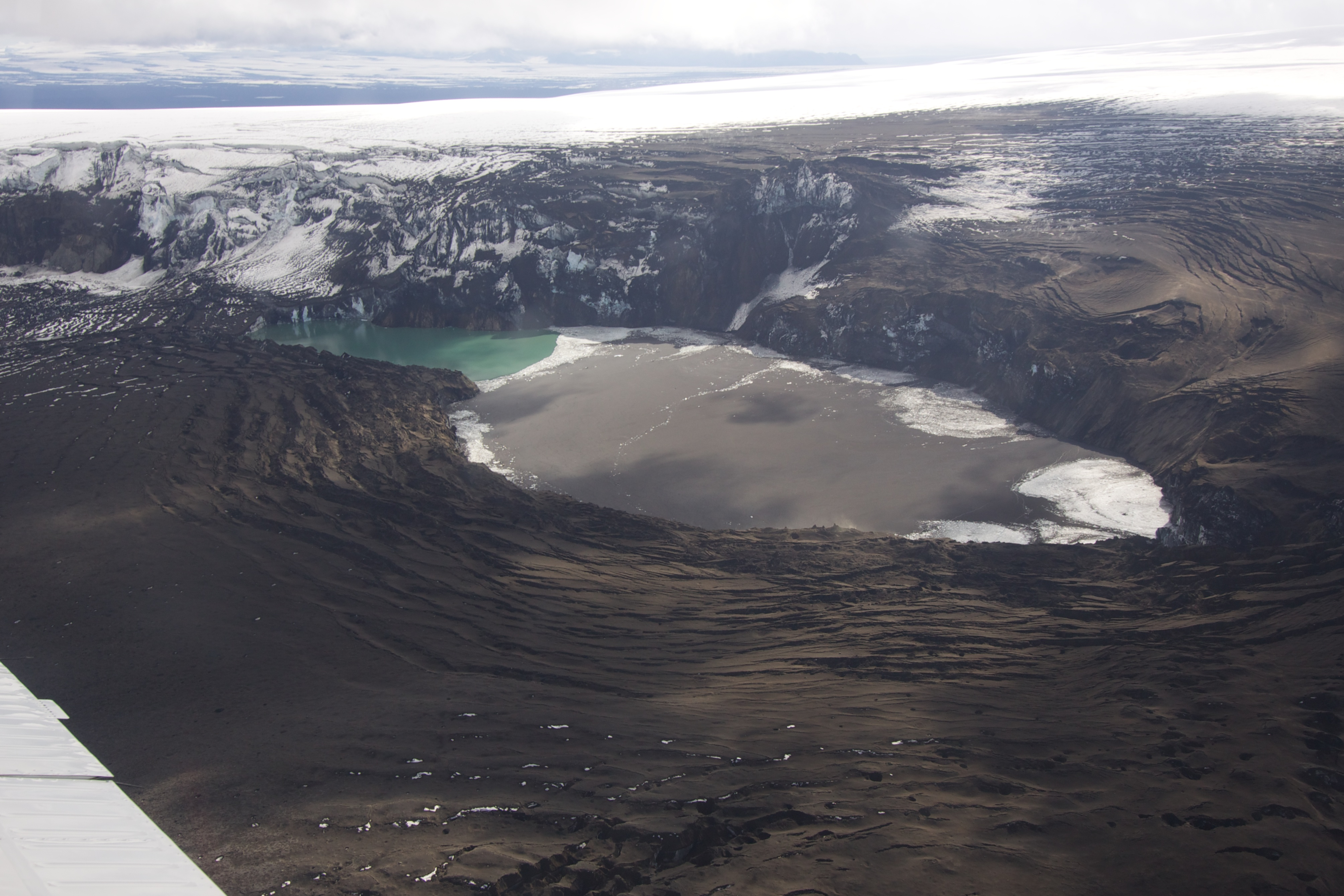
Cenizas volcánicas sobre Vatnajökull y Grímsvötn, 2011

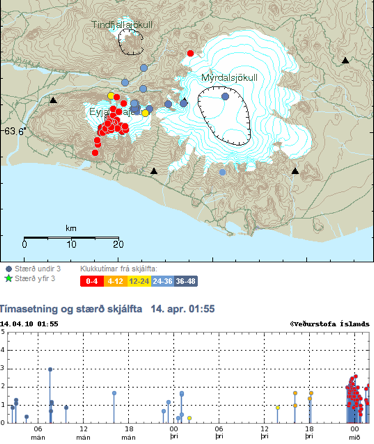
Seísmos, conectados a las erupciones del Eyjafjallajökull, 2010